# Nancy Davidson

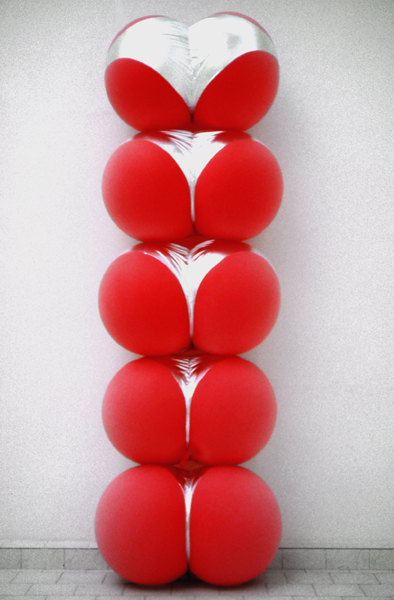
Buttress, 1997

Nancy Davidson (* 3. November 1943 in Chicago) ist eine amerikanische Künstlerin, die vor allem Skulpturen, Installationen, Fotografien und Videos realisiert und insbesondere durch ihre überlebensgroßen aufblasbaren Installationen aus Latex und vinylbeschichtetem Nylon sowie ihren Fokus auf amerikanische Ikonen und Genderfragen bekannt wurde.

## Leben
Nach der Geburt ihres Sohnes im Jahre 1961 arbeitete Davidson zunächst mehrere Jahre als Lehrerin. 1965 erwarb sie den Bachelor of Engineering an der Northeastern Illinois University.
1970 begann sie ein Studium in Bildender Kunst am Art Institute of Chicago, das sie 1972 mit dem Bachelor beendete. 1973 schloss sie ein Masterstudium an, das sie 1975 abschloss. 1975 wurde sie Mitglied des gemeinnützigen Kunstkollektivs N.A.M.E. Gallery in Chicago.
Von 1977 bis 1979 unterrichtete Davidson an der University of Illinois in Champaign (Illinois). Anfangs arbeitete sie hauptsächlich in Schwarzweiß und montierte zweidimensionale Papierarbeiten direkt an die Wand. Die Arbeit mit dem Titel T.E.B. ähnelte einer Zeichnung und war 1976 in der Ausstellung „Abstract Art in Chicago“ im Museum of Contemporary Art (Chicago) zu sehen.
Die ersten Installationen, die großformatige Dimensionen, bilaterale Symmetrie und geschwungene Formen kombinierten und damit den neuen künstlerischen Schwerpunkt von Davidson bildeten, entstanden durch die Technik der Frottage, das Abreiben der Bodenstruktur ihres Ateliers, wobei Körperbewegungen auf Papier übertragen wurden. Gesten sowie die Unregelmäßigkeiten des Holzbodens prägten dabei Oberfläche und Struktur. Für ein anderes Werk für die Galerie N.A.M.E. von 1976 verband Davidson Leistenplatten durch gepunktete Linien an der Wand, sodass das gesamte Werk wie eine Skulptur auf einer Tafel vor- und zurückzufahren schien.
1979 zog Davidson nach New York und lehrte von 1980 bis 1984 am Williams College.
Anfang der 1980er-Jahre begann Davidson, sich mit Skulpturen zu beschäftigen und leichtere Materialien zu erforschen. Anfang der 1990er Jahre entdeckte Davidson Wetterballons aus Latex, die aus festem und haltbarem Material bestehen und durch Aufblasen mit wenig Luft viel Platz einnehmen können.
1997 erhielt Davidson eine Professur an der „School for Art and Design“ der State University of New York, Purchase und unterrichtete dort bis 2008.
Die Terroranschläge am 11. September 2001, die Davidson aus ihrem Atelierfenster miterlebte, waren für sie Auslöser für eine kritische Auseinandersetzung mit der amerikanischen Nationalidentität. In der Erinnerung an Cowgirl-Figuren aus ihrer Kindheit fand sie ein Symbol für weibliche Selbstbestimmung, das sie als Leitmotiv für ihre künstlerische Beschäftigung mit den Mythen des amerikanischen Westens nutzte. 2005 finanzierte die gemeinnützige Organisation Creative Capital Davidsons Vorschlag, eine Serie von großen aufblasbaren Cowgirls zu erstellen. Davidson betont die Bedeutung der Cowgirl-Figur als kulturelles Symbol, das außerhalb traditioneller gesellschaftlicher Strukturen steht und zugleich stereotype Vorstellungen von Weiblichkeit unterwandert. Sie nutzt dabei Parodie, um Konsumkultur zu hinterfragen und neu zu beleben.
Davidson lebt und arbeitet in New York.

## Werk
Nancy Davidson ist bekannt für ihre Skulpturen aus Latex und vinylbeschichtetem Nylon sowie ihre Arbeiten in den Bereichen Fotografie, Video und Collage, die sich mit Themen der Popkultur beschäftigen.
In ihrer künstlerischen Praxis entwickelte sie neue Ansätze zur Darstellung des weiblichen Körpers in der Kunst und spiegelt damit den feministischen Fokus in ihrer Arbeit wider. Davidson schuf monumentale aufblasbare Skulpturen, die diese Thematik aufgreifen und sich mit ihr auseinandersetzen. Davidson setzt dabei bewusst auf Materialien wie Latex und Stoff, um sich von den traditionellen Werkstoffen des Minimalismus der 1960er Jahre, wie Stahl und Beton, abzugrenzen.
Davidsons Assemblagen aus Wetterballons, deren Stoffhüllen abstrahierte Bezüge zum weiblichen Körper herstellen, verweisen auf die formende und zugleich einschränkende Wirkung von Textilstrukturen. Dabei schlagen die Arbeiten eine Brücke zu animierten, fast lebendig wirkenden Formwelten. Ein großer Teil ihrer Werke ist aufgrund der begrenzten Haltbarkeit von Latex, das in der Regel nur sechs Wochen bis zwei Monate beträgt, nicht für den Verkauf bestimmt, da das Material mit der Zeit verfällt und die Ballons ersetzt werden müssen.
Davidson beschreibt ihren kreativen Prozess folgendermaßen und unterstreicht damit die Ambivalenz und Vieldeutigkeit, mit denen sie den weiblichen Körper sowohl in seiner Zerbrechlichkeit als auch in seiner Kraft darstellt: „Als ich es aufblies, wusste ich sofort, dass es das perfekte Material war: flüchtig, erotisch, lustig, absurd und riesig. Ein Körper aus Fleisch und, ganz wichtig, aus Teilen … bauchigen Teilen, wie sie jeder Körper hat.“ (…) Die Aufblasdüsen sind mehrdeutig, phallisch und doch empfänglich in ihrer Funktion. (Original: „The moment I blew it up, I immediately knew it was the perfect material: ephemeral, erotic, funny, absurd, and huge. A body with flesh and very importantly a body of parts… bulbous parts that all bodies have. (…) The inflation nozzles are ambiguous, phallic yet receptive in function.“)

### Buttress (1997)
Bei diesem Werk handelt es sich um einen Stapel von fünf rosafarbenen gesäßähnlichen Silhouetten, deren Kurven jeweils durch eine eng anliegende silberne Hülle betont werden. In ihrer vertikalen Anordnung entsteht eine Art phallische Säule.

### Maebe (1997)
Die Installation aus Latex, Seil, Stoff und Gips ist eine Hommage an die US-amerikanische Schauspielerin Mae West. Das fast 2,5 m hohe Werk besteht aus einem weißen, ballonartig aufgeblasenen Latexkörper, der von einem blauen Satinkorsett mit schwarzer Spitze eingeschnürt ist. Die Formen ober- und unterhalb des Korsetts erinnern dabei an weibliche Körpermerkmale. Um ein Abheben der leichten Struktur zu verhindern, ist die Skulptur mit Seilen und Sandsäcken am Boden fixiert. Die voluminöse Form wirkt zugleich gefangen und auf der Flucht.

### Breathless (1999)
Der Film zeigt einen Ballon, der sich aufbläht, hin- und herbewegt und allmählich erschlafft. Zwischenzeitlich wird er mit einem Handschuh ergriffen und wieder losgelassen. Im Mittelpunkt steht die zeitliche Abfolge von Aufblasen, Bewegung und Entleerung sowie deren formale Ähnlichkeit zur menschlichen Haut. Das Video reflektiert den alltäglichen Umgang mit aufblasbaren Materialien.

### Dustup (2012)
Mit Dustup, einer durch Creative Capital finanziell unterstützten Installation aus vinylbeschichtetem Nylon, Seil, Leder, Gebläse und Sandsäcken, präsentiert Nancy Davidson eine überlebensgroße, rund fünf Meter hohe Installation aus leuchtenden, kugelförmigen Elementen in Rosa-, Weiß- und Gelbtönen, die bis unter die Decke des Ausstellungsraums reicht. Inspiriert von ihrer intensiven Auseinandersetzung mit der amerikanischen Rodeo-Cowgirl-Ikonografie, integriert Davidson auch türkisfarbene Cowboy-Stiefel, die als figuratives Detail an die kulturellen Bezüge des Werks erinnern. Die Arbeit verbindet überzeichnete Körperformen mit Elementen der Popkultur.

### Stacked (2016)
Das Werk besteht aus übereinander geschichteten, grün gefärbten, rundlichen Formen, die silberne Bikinihosen tragen. Die Arbeit versteht sich als Antwort auf Bildhauer wie Richard Serra und Donald Judd und nimmt Bezug auf weibliche Figuren der Popkultur wie Betty Boop und Mae West.

### Hive (2020)
Die für das Krannert Art Museum entworfene raumgreifende Installation zeigt zwei etwa 5,5 Meter hohe, rosafarbene, von innen beleuchtete aufblasbare Skulpturen in Verbindung mit einer von Lakshmi Ramgopal produzierten Klanginstallation im gläsernen Eingangsbereich des Kinkead Pavilion. Der durchdringende Klang verweist auf Atmen, Flüstern, Lachen und Umgebungsgespräche.
Die Werke referenzieren auf überzeichnete feminisierte Körperformen und sind inspiriert von der Fruchtbarkeitssymbolik der Göttin Artemis von Ephesos sowie antike Architekturelementen wie Karyatiden. Durch Lichtwechsel und akustische Elemente entsteht eine dynamische, figurenähnliche Rauminstallation, die den Ort visuell und atmosphärisch transformiert. Laut Jodi Heckel sei das Werk beeinflusst vom Interesse der Künstlerin am Karnevalesken und Grotesken, an Humor, Parodie und Minimalismus. Lichtimpulse und wechselnde Farben erzeugen eine kommunikative Beziehung zwischen den Skulpturen, wodurch eine ambivalente Atmosphäre zwischen Körperlichkeit, Abstraktion und sakraler Anmutung entstehe.

### Weitere Werke (Auswahl)
- 1975: Untitled, Papier und Ölkreide[3]

- 1976: Paper Paint[5]
- 1981: Zwene Zwa, dreifarbige Collographie[1]
- 1993: Mix & Match, Stoff, Draht, Trageriemen[24]
- 1993: Overly Natural, Latex, Stoff, Draht[24]
- 1993: Souvenir, 30 Bowlingkugeln aus Plastik, 30 Vorhängeschlösser aus Stahl[24]
- 1994: Musette, Stoff und Latex[25]
- 1994: Spindarella, Latex, Stoff, Plastik und Gummi[26]
- 1994–95: Girl Guides[27]
- 1995: Spin Too!, Latex, Stoff, Plastik, Stahl, Stabeisen und Baumwolle[3]
- 1995: Neither Bigugly nor Smallnice, Latex, Baumwolle, Seil und Gummi[3]
- 1997: Buttress, Latex und Stoff[28]
- 1997–2016: Fallen Cloud (1), Latex, Seil, Farbe und Baumwolle[25]
- 1998: Blue Moon (for Elvis)[5]
- 1998: Ferrers #5, Digitaler Druck[29]
- 1998: Netella, Latex, Seil, Stoff und Plastik[30]
- 1998: Blue Moon, Installation, Latex, Seil und Baumwolle[2]
- 1999: Dulcinea[3]
- 1999: Hang Em High, Latex, Stoff, Seil und Netz[25]
- 1999: Lulu, Latex und Baumwolle[31]
- 2002–03: Double Exposure, Vinylbeschichtetes Nylon, Licht, Stoff und Schaum[32]
- 2007: Dudette, Latex, Stoff, Plastik, Metall[33]
- 2007: Jan’s Last Ride, Video[11]
- 2007: Strapped-on, Latex, Stoff, Holz und Seil[34]
- 2007: RowdyAnn, Stoff, Schaum, Holz, Plastik, Metall[35]
- 2009: Double Exposure, Video[32]
- 2009: All Stories are True, Video[32]
- 2012: Dust up, Tinte auf Papier[25]
- 2013: Let ‘er Buck, vinylbeschichtetes Nylon, Farbe, Seil, Metall, Sand, Sägemehl und Gebläse[11]

- 2013: Sidesaddle, Stoff, Schaum und Leder[25]
- 2013: Li’l Yello[5]
- 2016: Carried away, Stoff, Schaum, Netz und Seil[2]
- 2016: Ridin‘ High, Stoff, Seil, Schaum, Holz und Metall[2]
- 2016: Stacked, Latex, Stoff, Seil und Plastik[15]
- 2016: Knot Not Blue, Stoff, Schaum, Seil und Holz[2]
- 2016: I am not tame, Video[5]
- 2017: Bigarurre[36]
- 2017: Dodaredone, Epigram of Goethe[36]
- 2017: Eyeenvy[3]
- 2017: Green-eyed Lady[3]
- 2017: Mini Sin[3]
- 2017: Palanquin/Platforms[36]
- 2017: Sinistrous[3]
- 2020: Oyes[37]
- 2023: Hecate’s Winding Stick[37]
- 2023: Source[37]
- 2024: Close at Hand, Yupo Papier und Tinte[38]

## Gruppenausstellungen (Auswahl)
- 1974: Chicago and Vicinity Exhibition, Art Institute of Chicago, Chicago[39]
- 1975: Two Artists (zusammen mit Mary Ann Price), N.A.M.E. Gallery, Chicago[39]
- 1976: The Chicago Connection, Crocker Art Museum, Sacramento[7]
- 1976: Abstract Art in Chicago, Museum of Contemporary Art (Chicago)[5]
- 1976: John Doyle Gallery, Chicago[39]
- 1976: The Members of N.A.M.E., N.A.M.E. Gallery, Chicago[39]
- 1977: Ten Painters, Walker Art Center, Minneapolis[39]
- 1977: Current Concerns, Museum of Art, University of Iowa, Iowa City[39]
- 1977: Pollock Gallery, Toronto[39]
- 1977: A.C.T. Gallery, Toronto[39]
- 1978: Works on Paper, Art Institute of Chicago, Chicago[39]
- 1978: Delahunty Gallery, Dallas[39]
- 1979: Chicago/Karlsruhe, Karlsruhe[39]
- 1979: New Dimensions: Surface, Museum of Contemporary Art (Chicago)[39]
- 1979: 100 Years-100 Artists, Art Institute of Chicago, Chicago[39]
- 1979: Four Painters, Art Gallery of Ontario, Toronto[39]
- 1980: Works on Paper, Buffalo AKG Art Museum, Buffalo[39]
- 1980: Invitational, Pam Adler, New York[39]
- 1981: Deutsch-Amerikanisches Zentrum, Stuttgart[39]
- 1981: Works on Paper, Museum of Fine Arts, Springfield (Massachusetts)[39]
- 1984: Drawings, Germans van Eck Gallery, New York[39]
- 1984: Alternative Spaces, Museum of Contemporary Art (Chicago)[39]
- 1989: Works on Paper, Shea & Beker, New York[39]
- 1990: Stained Sheet/Holy Shroud, Krygier/Landau Contemporary Art, Los Angeles[39]
- 1990: Post Boys/Girls, Artists Space, New York[39]
- 1991: Physical Relief, Bertha and Karl Leubsdorf Art Gallery, Hunter College, New York[39]
- 1991: Two Artists, Marilyn Pearl Gallery, New York[39]
- 1993: Athena & Arachne, Apex Art, New York[39]
- 1993: Empty Dress, Clothing As Surrogate in Recent Art, Independent Curators Inc., New York[39]
- 1993: Zone, Sue Spaid Gallery, Los Angeles[39]
- 1993: Outside Possibilities, Rushmore Estate, Woodbury, New York[39]
- 1994: Bad Girls West, Wight Gallery, University of California, Los Angeles[40]
- 1995: Conceptual Textiles, John Michael Kohler Arts Center, Sheboygan[39]
- 1995: Maux Faux, Ronald Feldman Fine Art, New York[41]
- 1996: Laughter Ten Years After, Ezra and Cecile Zilkha Gallery, Wesleyan University, Middletown[39]
- 1997: SpAces & forms: part II, Maryland Institute, College of Art, Baltimore[39]
- 1997: Wit, Whimsy, Humor, Castle Gallery, College of New Rochelle, New Rochelle[39]
- 1998: Fashioned, White Box, New York[39]
- 1998: Pop Surrealism, Aldrich Contemporary Art Museum, Ridgefield (Connecticut)[42]
- 1998: Skulptur – Figur - weiblich, Oberösterreichisches Landesmuseum, Linz[43]
- 1998: Skulptur – Figur – weiblich, Kunstsammlungen Chemnitz, Chemnitz[44]
- 1998: Figuring the Body: Nancy Bowen and Nancy Davidson, Ezra and Cecile Zilkha Gallery, Wesleyan University, Middletown[45]
- 1998: Alternative Measures, Castle Gallery, College of New Rochelle, New Rochelle[39]
- 1999: Millenial Dreams: Vision and Prophecy in American Folk Art, American Folk Art Museum, New York[46]
- 1999: Zero- G: When Gravity Becomes Form, Whitney Museum of American Art at Champion, Stamford (Connecticut)[47]
- 1999: A Room with a View, Sixth@Prince Fine Art, New York[39]
- 1999: Virtual Light, Howard Yezerski Gallery, Boston[39]
- 1999: Wildflowers, Katonah Museum of Art, Katonah, New York[39]
- 1999: Humanoid, Vedanta Gallery, Chicago[39]
- 2000: The Living End, Boulder Museum for Contemporary Art, Boulder (Colorado)[39]
- 2002: Fantasy Underfoot, 47th Corcoran Biennial, Corcoran Gallery of Art, Washington, D.C.[48]
- 2002: Feminine Persuasion, S0FA Gallery, Indiana University Bloomington, Bloomington[39]
- 2002: Fathoming, Southeast Center of Contemporary Art, Winston-Salem[39]
- 2005: The Subjective Figure, Robert Miller Gallery, New York[39]
- 2005: Nancy Davidson & Julie Hayward, Black`n pink, Eboran Galerie, Salzburg[49]
- 2006: COMPLICIT!, University of Virginia Art Museum, Charlottesville[39]
- 2006: Global, Westport Arts Center, Westport (Connecticut)[39]
- 2007: What “F” Word? Cynthia Broan Gallery, New York[39]
- 2007: Homegirls, Deutschvilla, Strobl[39]
- 2009: Lover, On Stellar Rays, New York[39]
- 2011: Tracy Williams, New York[50]
- 2012: VIDEO<>OBJECT - NANCY DAVIDSON, YASUE MAETAKE, HALSEY RODMAN, JEANNE SILVERTHORNE AND MOIRA WILLIAMS, Dorsky Gallery, New York[51]
- 2013: North of My Brain, South of My Ass: Studio10, Brooklyn, New York[39]
- 2013: Skin Trade, P.P.O.W. Gallery, New York[39]
- 2013: Lift Series, AMOA-Arthouse, Austin[39]
- 2013: Pop and its Progeny, Lyman Allyn Art Museum, New London (Connecticut)[39]
- 2016: She, Arts Westchester, White Plains (New York)[52]
- 2017: Deferred Vision, Spring Break, New York[39]
- 2018: At Large: Part 2, Reyes Projects, Birmingham (Michigan)[39]
- 2018: Lights Up!, Artspace, New Haven (Connecticut)[39]
- 2018: OOBS, Underdonk Gallery, Brooklyn (New York)[39]
- 2022: Midnight of Art, The Karel Babíček Collection, Kunsthalle Praha, Prag[39]

## Einzelausstellungen (Auswahl)
- 1977: N.A.M.E. Gallery, Chicago[39]
- 1978: Marianne Deson Gallery, Chicago[39]
- 1981: Haber Theodore Gallery, New York[39]
- 1981: Marianne Deson Gallery, Chicago[39]
- 1983: Berkshire Museum, Pittsfield[39]
- 1983: Marianne Deson Gallery, Chicago[39]
- 1985: Marianne Deson Gallery, Chicago[39]
- 1991: Theater-Catalog, Richard Anderson Fine Arts, New York[39]
- 1993: Blow Up, Richard Anderson Fine Arts, New York[53]
- 1995: No End to Her, Richard Anderson Fine Arts, New York[39]
- 1997: How’m I Doin’?, Shoshana Wayne Gallery, Santa Monica[9]
- 1998: nobutsaboutit, Ezra and Cecile Zilkha Gallery, Wesleyan University, Middletown[39]
- 1998: nobutsaboutit: Photographs by Nancy Davidson, Dorsky Gallery, New York[54]
- 1998: The Buds and the Beads, Neuberger Museum of Art, State University of New York, Purchase[39]
- 1998: Carnivaleyes, Nová síň, Prag[39]
- 1999: Nancy Davidson: Breathless, Institute of Contemporary Art, University of Pennsylvania, Philadelphia[55]
- 2000: Vedanta Gallery, Chicago[39]
- 2000: Ausser Atem, Kunstforum Beim Rathaus, Hallein[39]
- 2001: Nancy Davidson, Robert Miller Gallery, New York[26]
- 2001: Crystal Blue Persuasion, Contemporary Arts Center, Cincinnati[4]
- 2002: Plenty, Regina Gouger Miller Gallery, Carnegie Mellon University, Pittsburgh[39]
- 2002: Plenty, Howard Yzersky Gallery, Boston[39]
- 2012: Dustup, Betty Cuningham Gallery, New York[13]
- 2012: Carnivaleyes, Cleopatra’s, New York[39]
- 2013: Let ‘er Buck, Boca Raton Museum of Art, Boca Raton[4]
- 2015: Nancy Davidson: Cowgirl, Betty Cuningham Gallery[56]
- 2016: NADA, Lord Ludd, Miami Basel, Florida[25]
- 2016: Ridin’ High, Lord Ludd, Philadelphia[8]
- 2017: NADA, Locus Projects, Art Basel Miami Beach, Miami[57]
- 2017/2018: Per Sway, Locust Projects, Miami[36]
- 2020/2021: Hive, Krannert Art Museum, Champaign (Illinois)[10]
- 2023: Braids, Eggs & Legs a wandering, Catskill Art Space, Livingston Manor, New York[37]

## Preise und Auszeichnungen
- 1979: Kunststipendium vom National Endowment for the Arts[12]
- 1980: Artist in Residence, Yaddo, Saratoga Springs[12]
- 1981: Kunststipendium, Massachusetts Council of the Arts[39]
- 1984: Abschlussstipendium, Massachusetts Council of the Arts[12]
- 1994: Preis für Nachwuchswissenschaftlerinnen und -wissenschaftler, State University of New York, Purchase[39]
- 1996: Artist in Residence-Programm Carl Djerassi[58]
- 1997: Kunstpreis Anonymous Was A Woman[59]
- 2001: Stipendium der Pollock-Krasner Foundation[12]
- 2003: Artist in Residence, MacDowell, Petersborough[60]
- 2005: Kunststipendium von Creative Capital[61]
- 2005: Artist in Residence, Yaddo, Saratoga Springs[39]
- 2009: The Standby Program, Stipendium für die Video Postproduktion[39]
- 2010: Pilchuck Artist in Residence Programm, Seattle[11]
- 2014: Simon-Guggenheim-Stipendium[62]
- 2015: Stipendium der Pollock-Krasner Foundation[63][64]

## Rezeption
Ken Johnson äußert sich in der New York Times zu Davidsons Einzelausstellung 1998 in der Dorsky Gallery, in der Schwarz-Fotografien gezeigt werden, folgendermaßen: „Indem sie solche Bilder konstruiert, anstatt echte Frauen zu fotografieren, möchte Frau Davidson über die mediale Konstruktion von Frauen als Objekten der Begierde nachdenken. Und sie tut dies in Werken, die – wie die Ikonen, die sie heraufbeschwören – von Mae West bis Marilyn Monroe – verführerisch und hinterhältig ironisch sind.“ (Original: “By constructing such images instead of photographing real women, Ms. Davidson means to reflect on the media's construction of women as objects of desire, and she does so in works that are, like the icons they evoke, from Mae West to Marilyn Monroe, seductive and slyly ironic.”)
In einem Artikel für die New York Times beschreibt Pepe Karmel Davidsons Skulpturen aus riesigen Latexballons, deren blaue, rosa und gelbe Hüllen durch schwarz-weiße Seilschlaufen in gesäßähnliche Lappen geformt sind. Ihr Werk suggeriere „Masse und Schwerelosigkeit, Gefangenschaft und Befreiung zugleich“ und sei zudem „sehr lustig“.
Laut Michael Kimmelmanns Rezension in der New York Times weisen Davidsons Kunstwerke „sexuelle, um nicht zu sagen erotische Anklänge auf und erinnern an die Ära der Heißluftballons, Jahrmärkte und Weltausstellungen“. Er lobt Davidsons „ansprechend leichte“ Herangehensweise, doch bemängelt er, dass ihre Kunst durch eine „schwere“ schriftliche Erklärung belastet wird, in der sie den „klassischen“ Körper, der Klasse, Rasse und Geschlecht in einen homogenisierten sozialen Code kategorisiert, mit dem Grotesken verbindet, in denen „Überschuss und Unordnung gefeiert“ werden.
Grace Glueck konstatiert in der New York Times: „Diese gefesselten, fetischistischen Ballons könnten, so nehme ich an, als Unterstützung klischeehafter männlicher Frauenfantasien und damit als antifeministisch ausgelegt werden; oder sie könnten eine Parodie dieser Fantasien sein. So oder so, sie haben eine verrückte Ausgelassenheit, die sich jeder Ernsthaftigkeit widersetzt.“ (Original: “These tied-up, fetishistic balloons could, I suppose, be construed as supporting clichéd male fantasies about women and therefore antifeminist; or they might be a spoof of those fantasies. Either way, they have a zany exuberance that defies gravitas.”)